# Grupčin
Grupčin (makedonsky: Групчин, albánsky: Grupçin) je vesnice v Severní Makedonii. Nachází se v opštině Želino v Položském regionu.

## Geografie
Grupčin se nachází v oblasti Položská kotlina, na horní toku řeky Suvodolica. V blízkosti vesnice vede silnice spojující Tetovo a Skopje, nejbližšími vesnicemi jsou Kopačin Dol a Čiflik.

## Historie
Podle záznamů Vasila Kančova zde v roce 1900 žilo 330 albánských muslimů.
V katastru vesnice se nachází dvě archeologická naleziště - Gramada a Mala Peštera.

## Demografie
Podle sčítání lidu z roku 2021 zde žije 930 obyvatel, etnické skupiny jsou:
- Albánci – 871
- ostatní – 59